# Potencjał Hulthena
Potencjał Hulthena – krótkozasięgowy potencjał oddziaływania pomiędzy cząstkami, jądrami, atomami i cząsteczkami. Zależność potencjału od odległości między nukleonami wyrażona jest funkcją:
{\displaystyle V(r)=-{\frac {Z}{r_{0}}}\cdot {\frac {\exp \left({\frac {-r}{r_{0}}}\right)}{1-\exp \left({\frac {-r}{r_{0}}}\right)}},}
gdzie:
{\displaystyle r_{0}} – parametr ekranowania (stała charakteryzująca zasięg potencjału),
{\displaystyle Z} – stała, w fizyce atomowej utożsamiana z liczbą atomową.
Dla małych wartości {\displaystyle r} jest podobny do potencjału kulombowskiego, dla dużych zanika eksponencjalnie.